# Вороновський Василій
Васи́лій Вороно́вський (6 травня 1929, Гумниська, Буський район, Львівська область — 31 липня 2010, Львів) — священник УГКЦ (до 1990 р. підпільний), монах-студит, екзорцист, Почесний громадянин Буського району (2017)

## Життєпис
Народився в сім'ї Івана та Ксенії. Сім'я мала 6 дітей, 3 з яких померли в дитячому віці. Таким чином залишились інших троє — Михайло, Василь (майбутній свящеенник та монах-студит) та Юрій (єпарх Самбірсько-Дрогобицький УГКЦ).
1935 року вступив до місцевої школи, де закінчив 6 класів. 7-й клас закінчував в Буську. 1938 року — в часі місій, які провадили Отці Редемптористи в с. Гумниська, вирішив стати священником-місіонером. 1942 року вступив до Малої духовної семінарії у Львові відразу на 3-й курс. 1945 року після закриття Малої семінарії продовив навчання у Буській середній школі.
1948 року поступає до Львівського державного університету ім. І.Франка на факультет німецької філології. Протягом часу навчання підтримувавє контакти з греко-католицьким духовенством, яке вимушено пішло у підпілля після Львівського псевдо-собору 1946 року. В 1953–1970 роках працював вчителем німецької та англійської мов, а також математики і фізики в селах Серники (1 рік), Гологори (5 років), Великосілки, Кізлів (8 років), Новий Милятин (вчитель англійської мови) 3 роки.
14 серпня 1959 року отримав дияконські свячення з рук Преосвященного Владики Івана Слезюка. 15 серпня 1959 р. — Преосвященний Владика Іван Слезюк поставив Василія Вороновського у священничий сан. 16 серпня 1959 р. — перша Служба Божа в церкві в с. Куличків, що біля Белзу.
1965 року вступив до підпільного монастиря Студитів, де архимандритом був підпільний єпископ Никанор Дейнега. 27 вересня 1970 року прийняв схиму з рук архимандрита Ніканора Дейнеги з новим монашим ім'ям Володимир. У часах підпілля УГКЦ душпастирював як підпільний священник — переважно по різних місцевостях Галичини, зокрема, у селах Хлопчиці та Добряни.
12 лютого 1970 р. — перший арешт — за те, що хрестив дітей на хуторі Фійна (біля Крехова). 1976 року отримав дозвіл від Владики Василія Величковського на читання екзорцизму. Цей дозвіл пізніше підтвердив митрополит Володимир Стернюк. 12 лютого 1985 р. — другий арешт за те, що висповідав людину по вул. Головацького, 34 у Львові. 1 грудня 1989 р. — третій арешт за публічну відправу в с. Хлопчиці.
1992–1996 — викладач церковного уставу та духівник Львівської духовної семінарії Святого Духа. Проповідував місії майже по всій території України, а також поза її межами (Польща, Італія). Невід'ємною частиною усіх його місій, були молитви за оздоровлення. 6 травня 2004 року отримав особливе благословення з нагоди 75-ліття від Папи Івана Павла ІІ. 21 липня 2010 року прийняв Велику схиму з рук рідного брата Юліана Вороновського з іменем Василій.
31 липня 2010 р., 5:40 — помер. Похований на чернечому цвинтарі Святоуспенської Унівської лаври Студійського уставу УГКЦ.

## Джерело
- Сайт УГКЦ
- Постуляційний Центр Монастирів Студійського Уставу (некролог Влсхм. Василій Вороновський) [Архівовано 6 серпня 2010 у Wayback Machine.]